# تاريخ المراكز العمرانية في الدول الواطئة

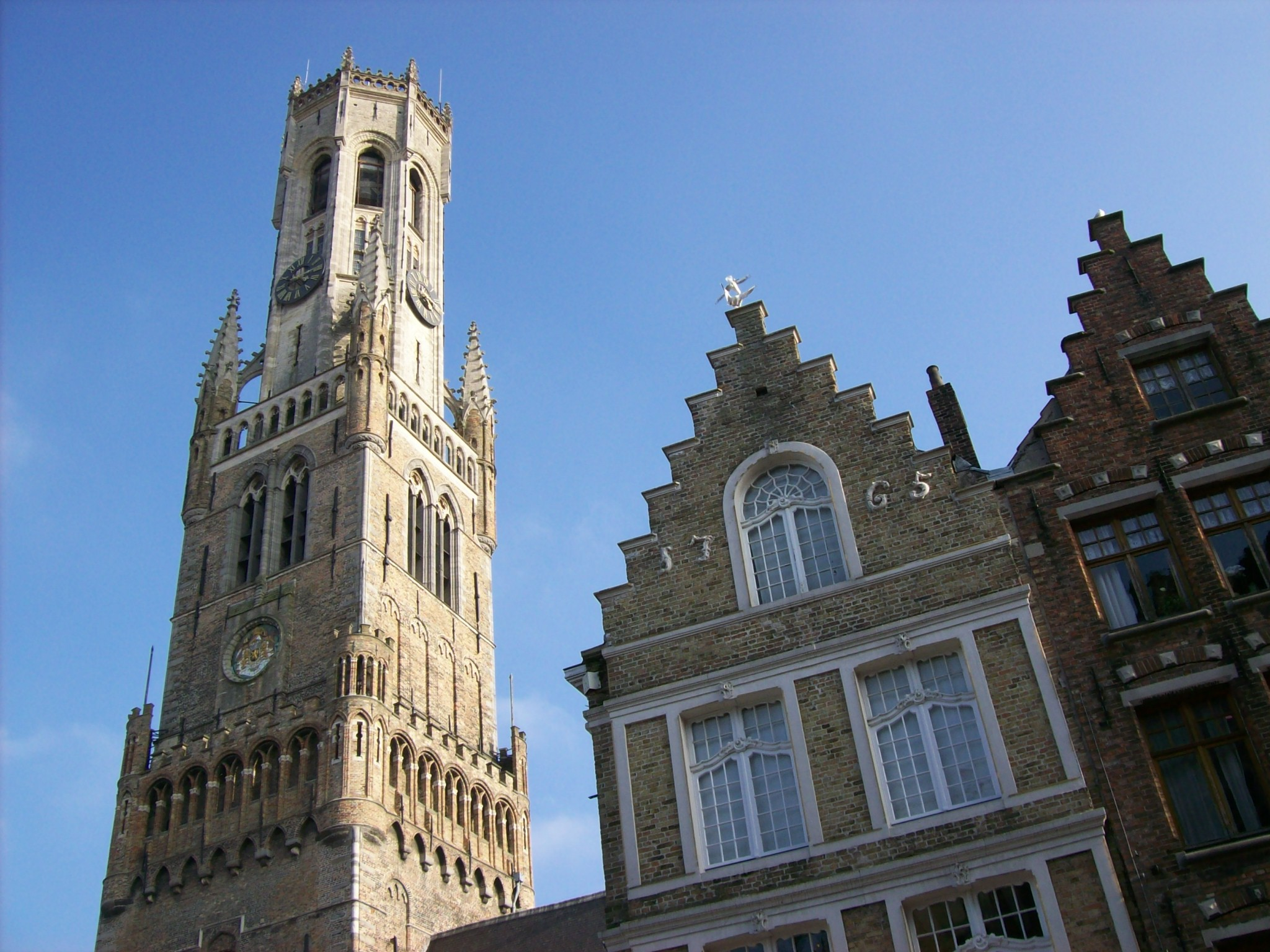

تطور المراكز الحضرية في البلدان المنخفضة يبين تطور المواقع الاستيطانية في البلدان المنخفضة في أوروبا الغربية من مناطق ريفية للغاية في الإمبراطورية الرومانية إلى أكبر منطقة حضرية فوق جبال الألب بحلول القرن ال15. وعلى هذا النحو فإن هذا المقال مدن تطور المدن الهولندية والفلمنكية الذي بدأ في نهاية عصر الهجرات حتى نهاية العصر الذهبي الهولندي.